# Слеза скорби
Слеза скорби (англ. Tear of Grief) — 30-метровая скульптура авторства Зураба Церетели, переданная Соединённым Штатам в качестве официального подарка правительством России в качестве памятника жертвам терактов 11 сентября 2001 года, 26 из которых были россиянами, и теракта 1993 года. 
Скульптура стоит в конце бывшего военного океанского терминала в Бейонне, штат Нью-Джерси. Торжественное открытие состоялось 16 сентября 2005 года.

## Описание
Скульптура состоит из 30-метровой бронзовой башни, посередине которой зияет рваное отверстие, в котором подвешена 12-метровая никелированная слеза. Одиннадцать граней основания памятника украшены гранитными именными табличками, на которых выгравированы имена погибших в результате нападений 11 сентября и взрыва во Всемирном торговом центре 1993 года. Однако, как и в некоторых других мемориалах 11 сентября, посвящение было основано на устаревшей подборке и содержит упоминания около сорока человек, которые были удалены из более поздних списков жертв.
Церетели не раскрыл стоимость скульптуры. Его юрист озвучил сумму около 12 млн долларов:227. По словам Церетели, металл для скульптуры был получен «от военного завода, который делал самолёты. В Дзержинске. Закрытый город».

## История
Первоначально скульптура была передана правительству города Джерси-Сити, но это предложение было отклонено. Впоследствии она была размещена на своём нынешнем месте в Бейонне. Торжественное открытие состоялось 16 сентября 2005 года, на церемонии присутствовал президент России Владимир Путин. Церемония посвящения была проведена 11 сентября 2006 года, на ней присутствовал бывший президент США Билл Клинтон.
В августе 2010 года администрация порта Нью-Йорка и Нью-Джерси объявила, что планирует соорудить на этом месте контейнерный комплекс и памятник, скорее всего, придётся перенести. Тем не менее, таксист из Бейонна Роберт Терци (англ. Robert Terzi) запустил онлайн-петицию против переноса.

## Критика
Журнал Foreign Policy назвал скульптуру одной из самых уродливых в мире, а по описанию журнала The New Yorker, на расстоянии она выглядит как «гигантское чайное печенье». Также у ряда ньюйоркцев скульптура вызвала ассоциации с женским половым органом:227.